# Zálezlice
Zálezlice település Csehországban, a Mělníki járásban. Zálezlice Újezdec, Obříství, Lužec nad Vltavou, Vojkovice, Hostín u Vojkovic, Chlumín és Hořín településekkel határos. Lakosainak száma 454 fő (2024. január 1.).

## Népesség
A település lakosságának változását az alábbi diagram mutatja:
| Lakosok száma | 764  | 752  | 667  | 442  | 399  | 375  | 413  | 389  | 435  | 454  |
|               | 1869 | 1900 | 1921 | 1961 | 1980 | 2011 | 2016 | 2019 | 2021 | 2024 |